# 페데르페스
페데르페스(모식종:Pederpes finneyae)는 고생대 석탄기에 살았던 사지형어류로, 살았던 시기는 3억 4800만년전에서 3억 4760만년전으로 추정된다. 페데르페스속에는 모식종인 페데르페스 피네얘(Pederpes finneyae)라는 한 종이 속해있다.
페데르페스는 미국에 살았던 페데르페스의 자매속인 와치리아(Whatcheeria)의 머리와 비슷한 모양의 머리를 가지고 있었는데, 이 머리는 상완골에 가시와 같은 팔 근육 부착과 몇 가지 두개골 특징과 같은 다양한 골격 특징으로 구별된다. 페데르페스(Pederpes)는 육상 이동의 시작을 보여주는 초기의 네발동물이며, 앞다리에 6번째 자리가 있을 가능성이 있지만 적어도 기능적으로는 5개의 발가락을 지니고 있었다고 볼 수 있다.
페데르페스는 1971년 스코틀랜드 중부의 발라간 지층(Ballagan Formation)에서 화석이 발견되어 육기어류로 분류되었다. 완모식표본은 거의 완전한 화석이라 여겨진다. 꼬리와 두개골과 팔다리의 일부만 없었다. 2002년이 되어서야 제니퍼 클랙(Jennifer Clack)은 페데르페스를 원시 네발동물로 명명하고 재분류했다.

## 분류
페데르페스는 다른 사지동물과 불확실한 관계에 있는 와치리과(Whatcheeriidae)에 속한다. 페데르페스는 넓은 의미에서의 양서류이기에 분지학적 분류법 아래에서 페데르페스는 현대 양서류의 의미에서 왕관군 양서류에 속하지 않는다. 원시적인 사지동물로서 린네 분류학의 전통적인 분류군인 양서강에 속한다.